# Śnieżka (kulka)

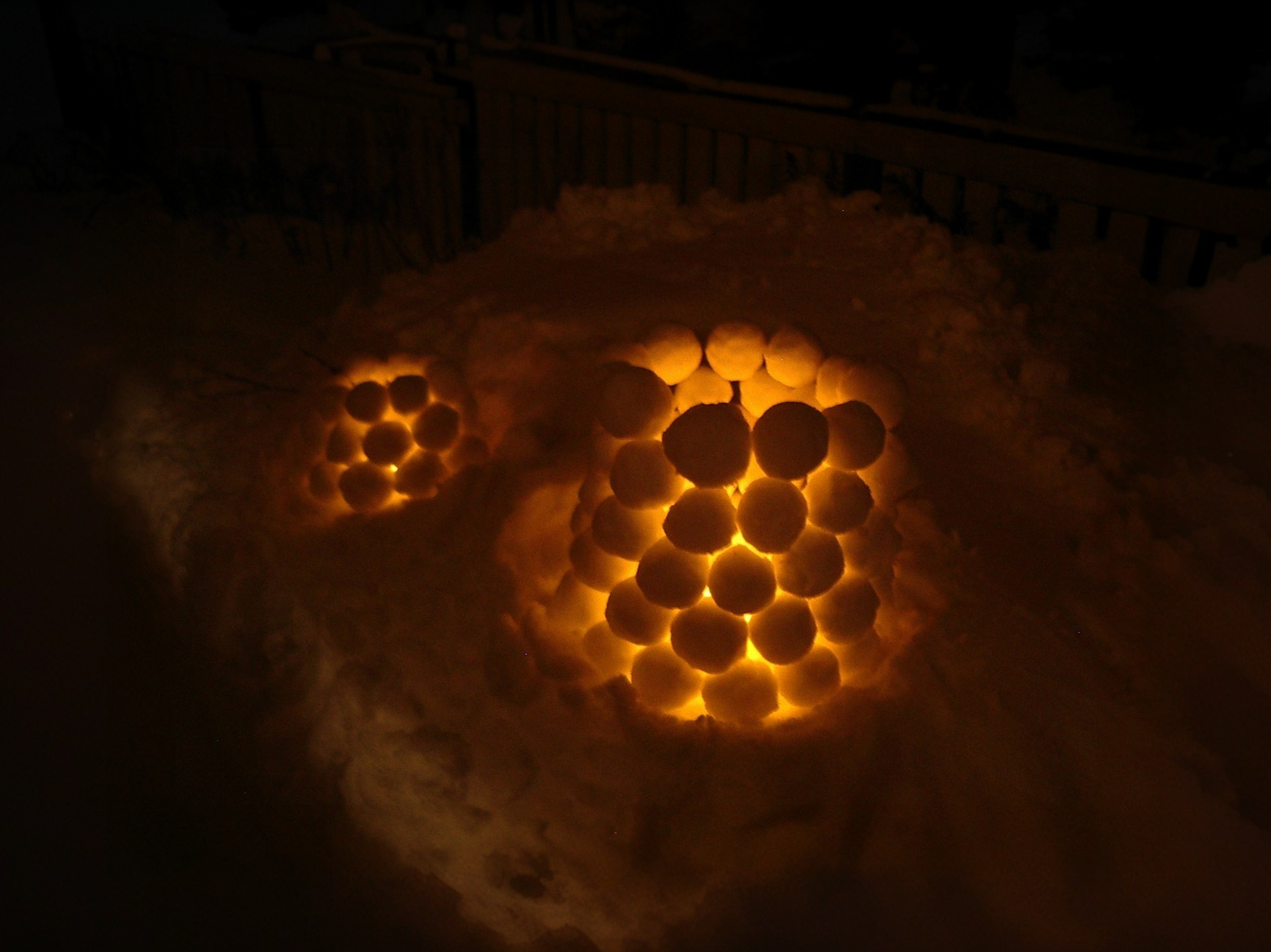
Latarnia ze śnieżek

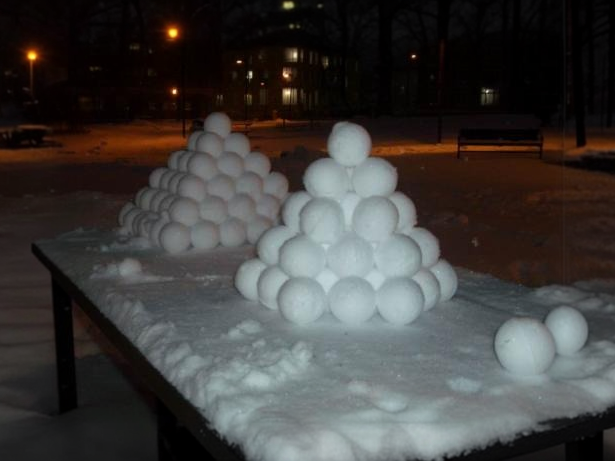
Piramida śnieżek

Śnieżki – kulki ulepione ze śniegu, którymi często bawią się dzieci lub też osoby dorosłe (rzucając śnieżkami w siebie lub do określonego celu). Śnieżki mogą też być użyte przy lepieniu figur i budowli śnieżnych.